# Ronald McNeill
Ronald John McNeill, 1. baron Cushendun (ur. 30 kwietnia 1861 w Ulsterze, zm. 12 października 1934 w Cushendun), brytyjski polityk, członek Partii Konserwatywnej, minister w drugim rządzie Stanleya Baldwina.
Był synem Edmunda McNeilla, szeryfa hrabstwa Antrim. Wykształcenie odebrał w Harrow School oraz w Christ Church na Uniwersytecie Oksfordzkim. Studia ukończył w 1886 r. W 1888 r. rozpoczął praktykę adwokacką. W latach 1900–1904 był redaktorem St James's Gazette. W latach 1906–1910 był asystentem redaktora Encyklopedii Britannica. Poślubił Elizabeth Maud Bolitho i miał z nią trzy córki - Esther Rose, Loveday Violet oraz Mary Morvennę.
Po zakończonych niepowodzeniem startach w wyborach parlamentarnych w okręgach West Aberdeenshire w 1906 r., Aberdeen South w 1907 i 1910 r., oraz Kirkcudbrightshie w 1910 r., McNeill został w końcu wybrany do Izby Gmin z okręgu St Augustine's w wyborach uzupełniających w 1911 r. Od 1918 r. reprezentował okręg wyborczy Canterbury.
Swoje pierwszego stanowisko w administracji rządowej otrzymał w 1922 r., kiedy to został parlamentarnym podsekretarzem stanu w Ministerstwie Spraw Zagranicznych. Urząd ten sprawował do 1925 r. z kilkumiesięczną przerwą w 1924 r., kiedy rząd sformowała Partia Pracy. W latach 1925–1927 był finansowym sekretarzem skarbu. W 1927 r. został członkiem gabinetu jako Kanclerz Księstwa Lancaster. Otrzymał również tytuł 1. barona Cushendun i zasiadł w Izbie Lordów.
W 1928 r. Cushendun był p.o. ministra spraw zagranicznych. Dwukrotnie reprezentował Wielką Brytanię w Lidze Narodów. W sierpniu 1928 r. w imieniu Wielkiej Brytanii podpisał pakt Brianda-Kellogga.
Cushendun utracił wszystkie stanowiska po wyborczej porażce konserwatystów w 1929 r. Zmarł pięć lat później. Wraz z jego śmiercią wygasł tytuł barona.